# Gustav Adolf von Götzen
El conde Gustav Adolf von Götzen (Glatz, 12 de mayo de 1866- Hamburgo, 2 de diciembre de 1910) fue un explorador alemán y gobernador del África Oriental Alemana. Fue el primer europeo en poner pie en Ruanda, y más tarde sofocó la sangrienta Rebelión Maji Maji, en lo que hoy es Tanzania.

## Biografía

### Primeros años
Götzen estudió derecho en las universidades de París, Berlín y Kiel entre 1884 y 1887. Posteriormente entró en el ejército, y se convirtió, en 1887, en teniente del regimiento segundo Garde-Ulanen. Entre 1890 y 1891 estuvo destinado en Roma y fue desde allí que viajó al África por primera vez, en una expedición de caza al monte Kilimanjaro.
En 1892, habiendo sido nombrado oficial de la Academia de Guerra, viajó al Asia Menor con Walther von Diest.

### Expedición africana de 1893/94
Desde 1885, Karl Peters había colonizado áreas de África Oriental para Alemania. La colonización de la costa de Tanganica fue relativamente fácil, pero la conquista de las comarcas del interior de la colonia —hasta el Congo Belga— fue una tarea más complicada, ya que gran parte de la región estaba todavía sin explorar por los europeos. Por esta razón, Götzen dirigió una expedición a estas zonas. Llevó consigo a Georg von Prittwitz y Hermann Kersting.
La expedición partió de Pangani, en la costa del lago Tanganica, el 21 de diciembre de 1893. Después de viajar a través de áreas masái, llegaron el 2 de mayo de 1894 a las cataratas Rusumo, en el río Kagera. Al cruzar el río, se convirtieron en los primeros europeos en poner pie en Ruanda, en esos momentos uno de los reinos más organizados y centralizados de la región, pero que nominalmente ya formaban parte de la colonia alemana. Viajaron a través de Ruanda, reuniéndose con el mwami (rey) en su palacio de Nyanza, para, finalmente, llegar al lago Kivu, en el borde occidental del reino ruandés.
Después de encontrar y subir algunas de las montañas Virunga, Götzen decidió seguir hacia el oeste a través de la selva congoleña. Con gran esfuerzo, se las arreglaron para llegar al río Congo en septiembre, y luego, siguiendo río abajo, llegar al océano Atlántico en noviembre. En enero de 1895, Götzen regresó a Alemania.

### Estancia en América
Entre 1896 y 1898 Götzen trabajó como agregado en Washington D. C., y se desempeñó en calidad de observador con el coronel Teodoro Roosevelt durante la guerra de Cuba. Posteriormente se unió al Estado Mayor General del ejército en Berlín, y fue promovido en 1900 al rango de capitán.

### Gobernación y rebelión Maji Maji
Debido a su conocimiento de las condiciones locales, Götzen fue nombrado gobernador del África Oriental Alemana en marzo de 1901, pero pronto tuvo que hacer frente a una gran crisis en la colonia. Ya se habían producido rebeliones de la población indígena en los años 1880 y 1890, y en 1905 Götzen se enfrentó al estallido de la Rebelión Maji Maji, que rápidamente ocupó aproximadamente la mitad de la colonia. Götzen envió refuerzos y suprimió la rebelión por la fuerza. Se estima que hasta trescientos mil africanos murieron en las luchas y la represión siguiente, mientras que del lado alemán solo murieron quince europeos y trescientos ochenta y nueve soldados africanos, según datos oficiales compilados por Götzen.
En 1906, Götzen renunció al puesto de gobernador debido a su mala salud.

### Últimos años
Götzen continuó participando activamente en la promoción de la política colonial de Alemania, en particular, como miembro de la colonización alemana y de la administración de las colonias. En 1908 se convirtió en el enviado de Prusia en Hamburgo y en diciembre de 1910 falleció en esta ciudad.

## Legado
El buque de pasajeros alemán Graf von Götzen fue nombrado en su honor. Se utilizó como parte del esfuerzo de guerra de Alemania en el Lago Tanganika en la Primera Guerra Mundial y fue echado a pique en julio de 1916 en la desembocadura del río Malagarasi, para impedir que cayera en manos de las tropas belgas. En 1924, por instrucciones de Winston Churchill, las operaciones de salvamento por la Royal Navy lograron reflotar el buque y en 1927 regresó al servicio como el MV Liemba.